# 杨忠辅
楊忠輔（?—?），字德之。南宋河南人。
生卒年不詳。淳熙十二年（1185年），以武職起身為成忠郎，當時實行《淳熙歷》，誤差頗大，忠輔奏請加以修改。次年，因驗證月蝕有誤差，被罷遣。後入太史局。宋寧宗慶元五年（1199年），創《統天曆》，定回歸年為365.2425日。並發現迴歸年長度有消長現象。嘉泰二年（1202年）任職太史局丞權同知算造。嘉泰二年（1202年），《統天曆》計算日蝕提前一個多小時，被罷官。餘事失考。